# Karel Bulan
Karel Bulan (* 14. ledna 1940 Dolní Staňkov) je bývalý český sportovní střelec z pušky, československý reprezentant. Jde o prvního československého mistra světa ve sportovní střelbě z roku 1974 a olympionika, který startoval na Letních olympijských hrách v roce 1972 v Mnichově, kde v disciplíně velkorážní terčovnice skončil na 5. místě, zúčastnil se i Letních olympijských her 1976 v Montrealu. Celkem šestkrát byl na mistrovství světa na 3. místě, startoval i na mistrovství Evropy.